# Шуляк, Станислав Иванович
Станислав Иванович Шуляк (род. 12 февраля 1960, Кропоткин, Краснодарский край) — российский писатель, драматург и литературный критик.

## Биография
В разные годы работал осветителем и монтировщиком декораций в театрах, техником в геологических экспедициях, егерем, кварцеплавильщиком, оптиком, специалистом по недвижимости, редактором.
В 2003 году окончил Институт журналистики и литературного творчества.
Член творческого объединения «Домик драматургов» и «Мастерской драматургов» при Санкт-Петербургском отделении Союза Театральных Деятелей России.

## Творчество
Публикации в «Литературной газете», в газетах «Петербург Экспресс» и в «НГ-Exlibris», в журналах «Урал», «Волга», «Нева», «Современная драматургия», «Новый Берег», «Новая Юность». Два романа — «Кастрация» и «Лука» — вышли в издательстве «Амфора» в серии «Наша марка».
Участник Пятнадцатого московского фестиваля свободного стиха. Призёр международного фестиваля короткой драмы «One night stand» (Москва-Вена, апрель 2005 г.), монодрама «Вечный жид», номинатор Илья Кормильцев. Лауреат Всероссийского драматургического конкурса «Долг. Честь. Достоинство» (2008).
В 2003 году в рамках конкурса монопьес «В кругу семьи» были показаны два моноспектакля: «Топор» и «У телефона» («Приговорённый»), оба в постановке режиссёра Георгия Васильева. Те же спектакли были показаны в рамках фестиваля «Монокль — 2005» (театр «Балтийский Дом»).
Российский куратор Первого Русского Драма-Слэма, проходившего в Санкт-Петербурге летом 2008 г. (совместный австрийско-российский проект, при поддержке Австрийского культурного форума). В качестве составителя и редактора издал две книги: «Ночь с театром» (книга коротких пьес по итогам фестиваля короткой драмы «One night stand», VIZA edit, Вена-Москва-СПб, 2006, ISBN 3-900792-14-3) и «Венские витийства» (по итогам фестиваля «Москва на Дунае», farce vivendi, Вена-СПб, 2007, ISBN 978-3-902603-00-5)
Выступал с актёрским исполнением своей монодрамы «Подполье». Премьера состоялась в Вене в июне 2005 г. в редакции журнала «Wienzeile». Впоследствии исполнялась автором: дважды в театре «Пигмалион» в Вене (июнь 2007 и июнь 2008), в «Русском театре в Берлине» (апрель 2008), в Петербурге на Филфаке СПбГУ, в Библиотеке им. Маяковского, в Арт-клубе «Борей», в Карельской гостиной Союза Театральных Деятелей (2007), в Университетском театре Регенсбурга (Германия, октябрь 2008), в литературном клубе в мини-отеле «Старая Вена» (СПб) в рамках Вечера литературного пасквиля. Монодрама «Подполье» входила в программу фестивалей: «Современная петербургская драматургия — 2007», «Театр под самой крышей» и международного театрального фестиваля «Остбрюкке». В переводе на немецкий язык монодрама «Подполье» исполнялась в «Русском театре в Берлине».
Позиционирует себя в качестве последовательного мизантропа и литературного пасквилянта, что возможно наложило отпечаток на писательскую биографию автора.
В качестве своеобразного литературного эксперимента написал эротический роман с продолжением — «Русское народное порно» и «Русское народное порно — 2. Пивной путч».

## Книги
- «Последствия и преследования», книга прозы и драматургии, изд-во «Мера», СПб., 1995, ISBN 5-85381-064-2
- «Город». Книга радиопьес, изд-во С.-Петербургского госуниверситета, СПб., 1998, ISBN 5-288-02096-5
- «Пустота преткновения», книга верлибров, изд-во С.-Петербургского госуниверситета, СПб., 1999, ISBN 5-288-02266-6
- «Сомнение», книга верлибров, «borey art center», СПб., 1999, ISBN 5-7187-0318-3
- «Пикник мизантропов», книга радиопьес, «Геликон плюс», СПб., 2001, послесловие Алексея Слюсарчука, ISBN 5-93682-075-0
- «Глаза ветра», книга хайку, «Геликон плюс», СПб., 2002, ISBN 5-93682-091-2
- «Кастрация», два романа, «Амфора», СПб., 2003, ISBN 5-94278-382-9
- «Русское народное порно» (роман-соитие), «Издательские решения», 2016, ISBN 978-5-4474-5460-9
- «Новый Ницше» (и другие рассказы), «Издательские решения», 2016, ISBN 978-5-4474-8307-4
- «Тьмы и просверки» (афоризмы и откровения) «Издательские решения», 2017, ISBN 978-5-4483-6933-9
- «Русское народное порно — 2. Пивной путч» (роман-коитус), «Издательские решения», 2018, ISBN 978-5-4493-1366-9
- «Инферно» (роман-пасквиль), «Издательские решения», 2019, ISBN 978-5-4496-3442-9
- «Солнцебесие» (афоризмы и откровения) «Издательские решения», 2022, ISBN 978-5-0056-2017-0

## Коллективные сборники
- Пьеса «Книга Иова» в альманахе «Ландскрона» (Петербургские авторы конца тысячелетия), СПб, 1996, ISBN 5-88407-018-7
- Пьесы «Наваждения» и «Послесловие» в альманахе «Ландскрона» (Пьесы для небогатых театров), СПб, 1997, ISBN 5-88407-022-5
- Рассказ «Птичий полустанок» в сб. «На невском сквозняке» (Петерб. рассказ), «Петербургский писатель», СПб, 1998, сост. Александр Образцов и Валерий Попов, ISBN 5-88986-008-9
- Несколько текстов в сб. «Очень короткие тексты» (В сторону антологии), М.,НЛО, 2000, сост. Дмитрий Кузьмин, ISBN 5-86793-082-3
- Несколько стихов в антологии «Время Ч. Стихи о Чечне и не только». М., НЛО, 2001, ISBN 5-86793-129-3 [7]
- Пьеса «Площадь Ублюдков» в альманахе «Ландскрона» (Мастерская драматургов. В поисках жанра), СПб, 2003, ISBN 5-86845-088-4
- Несколько стихов в антологии «Петербургская поэтическая формация». — СПб.: Лимбус Пресс; М.: Издательство К.Тублина, 2008. — 480 с. ISBN 978-5-8370-0516-9
- Несколько стихов в альманахе «Легко ли быть искренним». М.: АРГО-РИСК; Тверь: Колонна, 2002. ISBN 5-94128-057-0
- Два стиха в книге «Русский верлибр. Итоги века», Памятник современному состоянию. М.: Московский государственный музей Вадима Сидура, 2002
- Три стиха в книге «Перелом ангела», По следам XII Российского Фестиваля верлибра, с.137-138. М.: АРГО-РИСК; Тверь: Колонна, 2005. ISBN 5-94128-111-0
- Рассказ «Праздник спертого воздуха» и люмпен-повесть «Кукушка» в книге «Аллигатор Полуэктов. 1/20», с. 7-42. М.: 2020.
- Рассказ «Могила Ц.» в книге «XXX лет без Цоя», издательство ООО «Перископ-Волга», Волгоград, 2020, с. 4-23. ISBN 978-5-907288-23-2
- Рассказ «Девица Морякова, на которой едва не женился» в сборнике «Перископ-2020» (IV международная литературная премия), издательство ООО «Перископ-Волга», Волгоград, 2021, с. 566-574. ISBN 978-5-907288-44-7
- Рассказ «День вырожденья» в книге «Наука веселья» (сборник сатиры и юмора), издательство ООО «Перископ-Волга», Волгоград, 2021, с. 43-60. ISBN 978-5-907288-48-5
- Рассказ «Зеркало» в книге «Мастера поэзии и прозы» (антология 2020), издательство ООО «Перископ-Волга», Волгоград, 2021, с. 145-164,.ISBN 978-5-907288-62-1
- Монодрама «Подполье» в книге «НЕБАЙРОН» (литературный андеграунд), издательство ООО «Перископ-Волга», Волгоград, 2021, с. 43-57 ISBN 978-5-907288-78-2,
- Рассказ «Новый Ницше» в книге «Художественная верификация» (сборник философских литературных произведений),  издательство «Перископ-Волга», Волгоград, 2020, с. 35-56 ISBN 978-5-907288-98-0
- Радиопьеса «Война» в альманахе «Ангарские ворота» № 2 — 2021 (№ 5). — Ангарск, 2021. — 80 с.
- Рассказ «Русские екклесиасты» в книге «Маяк: сборник рассказов и малых повестей из серии «Новеллист»». – Волгоград: Перископ-Волга, 2021, – с. 271-285. ISBN 978-5-907453-25-8
- Рассказ «Праздник спертого воздуха» в книге: «Человеку прекрасной эпохи, или Двести лет спустя» (Сб-к произведений современных авторов к 200-летию Николая Некрасова и Фёдора Достоевского),  издательство ООО «Перископ-Волга», Волгоград, 2022, — с. 24-45, ISBN 978-5-907453-60-9

## Журналы
- «Человек-закон», «Могила Ц.», «Неумелый проводник» (рассказы), «Нева» № 10 за 1996 г.
- «Новый Ницше» (рассказ), «Урал» № 5 за 2007 г.
- «Змеи», «Дезертир» (две пьесы), «Современная драматургия» № 2 за 2008 г.
- «Мир и бормотание» (рассказ), «Топос» от 07.02.2011 и 09.02.2011
- «Праздник спёртого воздуха», «Шпион» (рассказы), «Волга» № 3-4 за 2012 г.
- «Русские екклесиасты» (рассказ), «Новый Берег» № 38 за 2012 г.
- «Квартира номер девять» (роман с чертовщиной, журнальный вариант), «Волга» № 5-6 за 2013 г.
- «Кукушка» (люмпен-повесть), «Крещатик» № 1 (63) за 2014 г.
- «Куклы» (рассказ), «Новая Юность» № 6 (123) за 2014 г.
- «Без сестры» (психопатороман, журнальный вариант), «Нева» № 12 за 2014 г.
- «Плач Иеремии» (эго-роман, журнальный вариант), «Нева» № 8 за 2015 г.
- «Andante maestoso» (мелороман, журнальный вариант), «Нева» № 9 за 2016 г. [8]
- «Европа, чёрт побери!», «Мансарда» (рассказы), «Нева» № 12 за 2017 г.

## Отзывы
- Сергей Носов о книге радиопьес «Город»: «Все пьесы цикла полны того, что называется „чёрным юмором“, в них присутствует некий трагический излом. По словам драматурга Александра Образцова, автора послесловия к сборнику, „популярный персонаж отечественной литературы… маленький человек трансформировался здесь в маленького негодяя“. Вообще же стихия негодяйства во всех пьесах цикла „Город“ столь значительна и всеохватна, что сами собой напрашиваются слова о злейшей карикатуре на современность, которая, впрочем, и сама является карикатурой на что-то иное…» (из статьи «Футбольный матч в Содоме», «Литературная газета» от 1 июля 1998 г.)

- «Станислав Шуляк – нигилист, рассудительный циник, – несколько иронически замечает критик Константин Мильчин по поводу романов "Кастрация" и "Лука". – Рядом фотография Шуляка, он выглядит, как, по мнению "Амфоры", и положено выглядеть нигилисту и рассудительному цинику – фиолетовый плащ, чудной шарф, диковинная шапочка. То есть нам предлагается писатель-абсурдист. Ему положено эпатировать публику. Русский Фернандо Аррабаль. Пишет красиво и непонятно. <…> Герои Шуляка живут в нашем или, по крайней мере, очень похожем на наш мире. Они ходят в гости, посещают бары, ездят на машинах, но все эти поступки лишены какой-либо мотивации, речи героев пространны и путаны. Один персонаж говорит про одно, другой ему отвечает, но что-то свое и такое же непонятное. Впрочем, что удивляться: смысл-то иссяк. И редкие реалистические отступления лишь усиливают общую бессмыслицу». [14]

- Роман-пасквиль «Инферно» был закончен в марте 2004 года и тогда же размещён в Интернете. В романе в качестве персонажей (под своими именами) выведен ряд деятелей петербургской культуры — прозаики, поэты, философы, музыканты и проч. «Роман Шуляка изящен по стилю и постоянно отсылает к классике — к Пушкину, к Гоголю, к Булгакову и, конечно же, к Андрею Белому — автору „Петербурга“, а также к зарубежной классике и самой мрачной отечественной чернухе новейшего пошива. …Роман „Инферно“… по-прежнему не издан, поскольку, если его издать, то в образовавшуюся брешь/щель хлынет/просочится новая русская литература, свежее живое слово…». (Владимир Яременко-Толстой «Шуляк — слово бранное» // «Петербург на Невском», ноябрь 2007). [9]

- Николай Коляда о рассказе «Новый Ницше»: «Станислав Шуляк в рассказе „Новый Ницше“ рисует травестийный образ сверхчеловека; наполняя текст скрытыми цитатами и смелыми пародиями, формирует высказывание нигилиста, провоцирующего читателя на ответную реакцию». [10]

- Лев Гурский о романе «Квартира номер девять»: «У Шуляка в авторском подзаголовке произведение названо „романом с чертовщиной“, и это жанровое обозначение нисколько не обманет читателя: в „Квартире номер девять“ натуральные черти, пусть не с рогами, хвостами и копытами (в конце концов, это лишь парадная униформа), давно присутствуют в городе на Неве, причем армию коренной питерской нечисти постоянно пополняют гастарбайтеры с окраин». [11]

- Валерий Шубинский о романе Шуляка «Плач Иеремии»: «Герой довольно претенциозного романа — некто Еремей, глава секты, современный российский Иеремия, посещающий какой-то провинциальный город и там общающийся не то со своими приверженцами, не то с преследующими их сотрудниками спецслужб, не то с художниками-авангардистами — все сливаются воедино и становятся неотличимы. Их философические диалоги отдают Достоевским». [12]

- Александр Образцов о пьесах С. Шуляка: «Я познакомился с текстами С.Шуляка когда он только выходил из „подполья“. Меня безусловно заинтересовал необычный взгляд писателя внутрь своего авторского эго. Это не был Кафка. Не был более поздний Сорокин. Взгляд Шуляка внутрь не обещал ничего хорошего себе самому. И это было честно и ново». Из статьи-вступления к публикации в Совр драматургии в сб-ке «Миллионноглазый». [13]